# Gujana Francuska

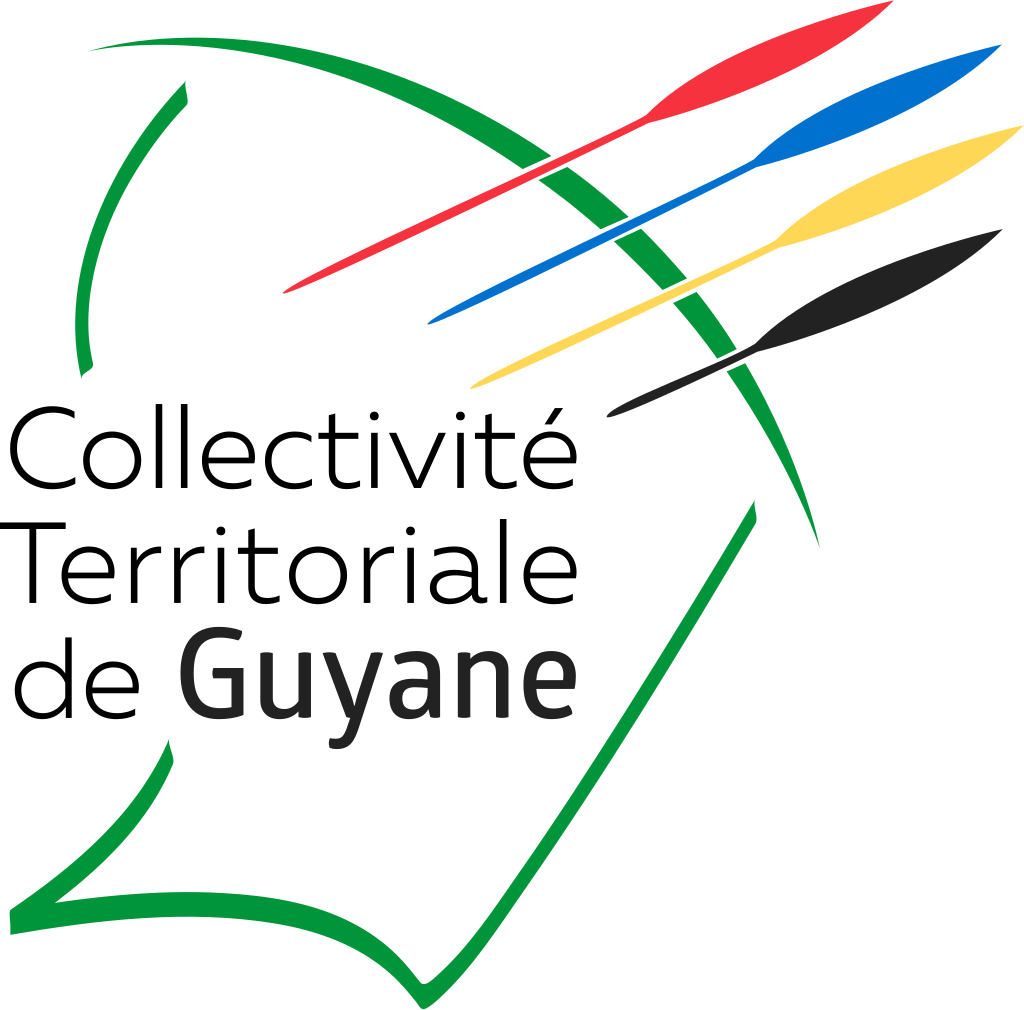
Logo Wspólnoty Terytorialnej Gujany Francuskiej

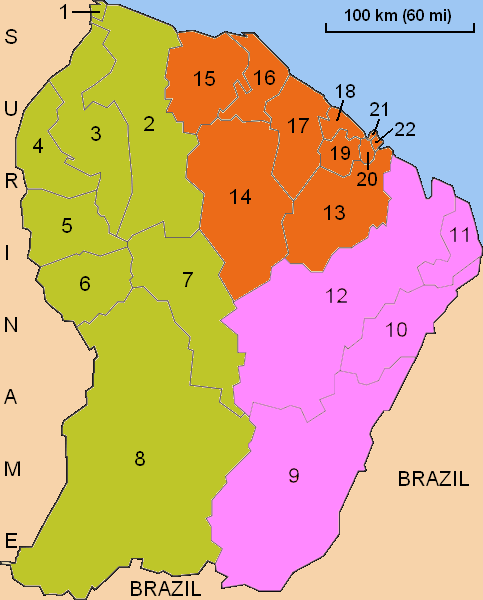
Podział administracyjny Gujany Francuskiej. Kolorem zielonym wyróżniono Arrondissement de Saint-Laurent-du-Maroni a kolorem pomarańczowym Arrondissement de Cayenne. Numeracja oznacza 22 gminy (wymienione w tekście)

Gujana Francuska (fr. Guyane) – francuskie terytorium zależne o statusie departamentu zamorskiego, położone w północno-wschodniej części Ameryki Południowej, nad Oceanem Atlantyckim, graniczące na zachodzie z Surinamem, a na południu i południowym wschodzie z Brazylią. Gujana Francuska, jako integralna część Francji, należy do Unii Europejskiej.

## Ustrój polityczny
Rząd francuski jest reprezentowany przez mianowanego prefekta. Mieszkańcy wybierają na 6-letnią kadencję członków Zgromadzenia Gujany, które z początkiem 2016 roku zastąpiło Radę Generalną i Radę Regionalną. Terytorium deleguje dwóch przedstawicieli do francuskiego Zgromadzenia Narodowego i jednego do Senatu.
Gujana jest największym departamentem zamorskim Francji. Sprawa niepodległości departamentu jest znacznie utrudniona od czasu wybudowania na jej terytorium kosmodromu Kourou, z którego wystrzeliwane są rakiety Ariane. Kosmodrom został zlokalizowany w Gujanie z powodu małego zaludnienia i bliskości równika, a w związku z faktem, że Francja nie ma alternatywnej lokalizacji dla kosmodromu, terytorium to posiada dla niej strategiczną wartość.

## Geografia
Powierzchnia Gujany Francuskiej jest przeważnie nizinna. W części środkowej i na południu leżą niewysokie pasma Wyżyny Gujańskiej.
Klimat równikowy wilgotny. Średnia roczna suma opadów około 3000 mm.
Główne rzeki to Maroni i Oyapock (graniczne).
81% powierzchni pokrywają wilgotne lasy równikowe. Poza tym występują sawanny i namorzyny.

## Historia
Od XVII wieku kolonizowana przez Francuzów. Między drugą połową XVII wieku a początkiem XIX wieku parę razy zmieniała przynależność. W 1848 roku stała się kolonią karną Francji. W latach 1886–1891 na południu i południowym wschodzie kolonii istniało nieuznane na arenie międzynarodowej państwo Republika Niepodległej Gujany. W 1946 roku Gujana Francuska została przekształcona w departament zamorski.
Od 2. połowy lat 60. XX wieku uaktywniły się na terytorium Gujany Francuskiej ugrupowania o orientacji lewicowej, których celem była szeroka autonomia lub niepodległość. Pod ich naciskiem, w roku 1982 władze francuskie zdecydowały się na ograniczone reformy decentralizacyjne i samorządowe. W ich wyniku Gujana Francuska, będąc departamentem zamorskim Francji, uzyskała również status regionu. W ślad za tym z budżetu centralnego Francji wydzielono znaczne środki na rozwój tego terytorium.
W 1998 roku uzyskało ono dodatkowe, ograniczone uprawnienia autonomiczne, m.in. powołano do życia Radę Regionalną. Z inicjatywy części przedstawicieli Rady Departamentu i Rady Regionalnej zwołano w roku 2001 Gujański Kongres, którego efektem był projekt nowego statusu Gujany Francuskiej jako tzw. wspólnoty terytorialnej (collectivité territoriale) o znacznej autonomii. W odróżnieniu od Gwadelupy i Martyniki, na terytorium Gujany Francuskiej nie przeprowadzono jednak 7 grudnia 2003 roku referendum dot. zmiany jej statusu. Znaczne dotacje rządu francuskiego oraz długofalowy program rozwoju tej posiadłości, a także złoto w rzekach gujańskiej dżungli, były jednymi z powodów masowego napływu brazylijskich imigrantów (w większości nielegalnych). Od 1982 roku ludność Gujany Francuskiej zwiększyła się ponad trzykrotnie (z 70 do 230 tys.). Gujana Francuska, jako integralna część Republiki Francuskiej, należy do Unii Europejskiej (jest jej regionem peryferyjnym).

## Podział administracyjny
Gujana Francuska dzieli się na trzy okręgi, 19 kantonów i 22 gminy.
Okręg Saint-Laurent-du-Maroni:
- 1 Awala-Yalimapo
- 2 Mana
- 3 Saint-Laurent-du-Maroni
- 4 Apatou
- 5 Grand Santi
- 6 Papaïchton
- 7 Saül
- 8 Maripasoula

Okręg Saint-Georges:
- 9 Camopi
- 10 Saint-Georges-de-l’Oyapock
- 11 Ouanary
- 12 Régina

Okręg Kajenna:
- 13 Roura
- 14 Saint-Élie
- 15 Iracoubo
- 16 Sinnamary
- 17 Kourou
- 18 Macouria
- 19 Montsinéry-Tonnegrande
- 20 Matoury
- 21 Kajenna
- 22 Remire-Montjoly

## Gospodarka

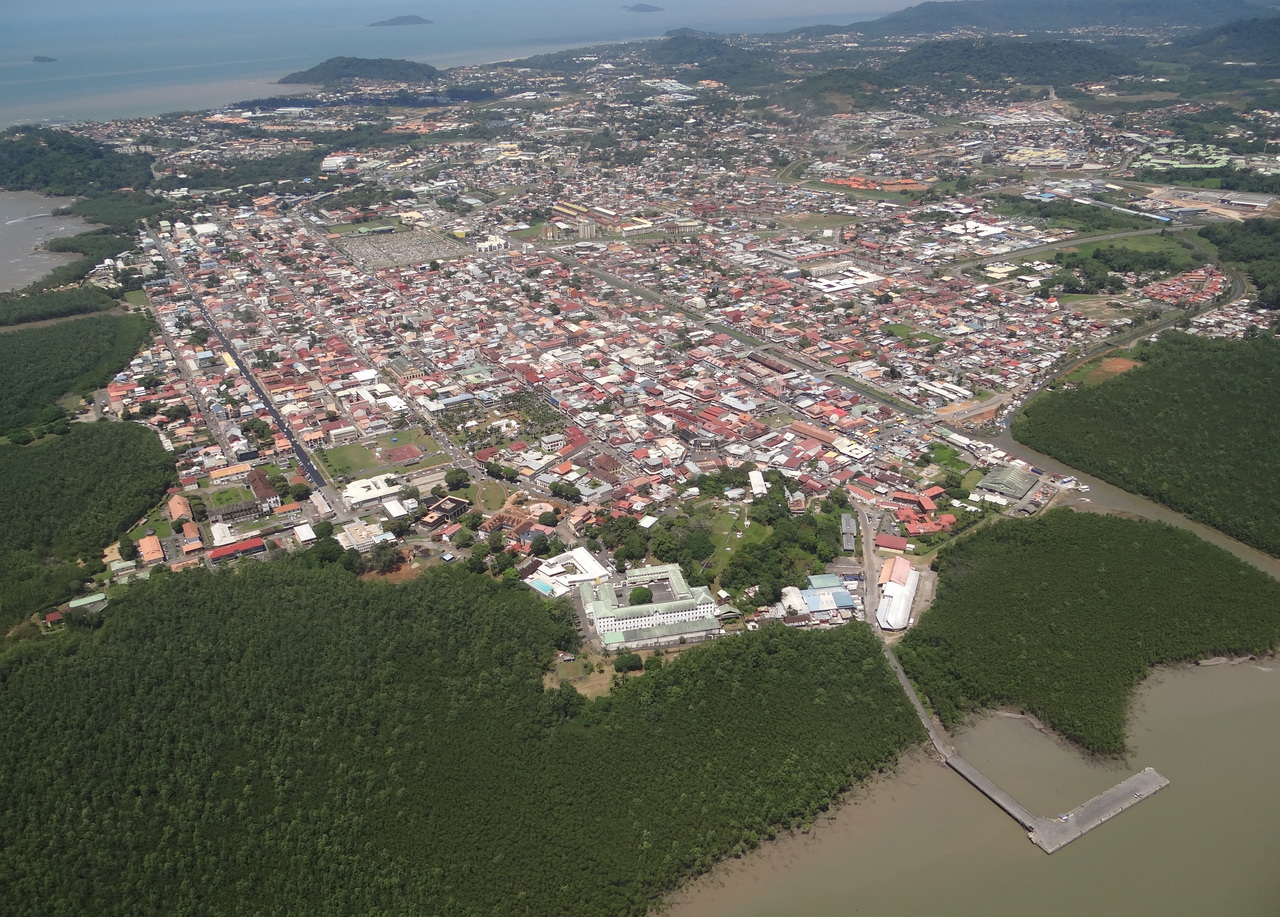
Kajenna – zdjęcie lotnicze

Podstawami gospodarki są rolnictwo, górnictwo i leśnictwo. Ważną rolę odgrywają pomoc finansowa Francji oraz zyski z obsługi kosmodromu francusko-europejskiego.
Uprawia się ryż, trzcinę cukrową, kukurydzę, banany, maniok, bataty. Niewielka hodowla bydła i trzody chlewnej.
Wydobycie złota, tantalitu, kaolinu i boksytów (bogate złoża – zasoby 40–50 mln t). Eksploatacja lasów (głównie drewno).
Przemysł cukrowniczy i drzewny, ponadto destylacja rumu.
Rozwinięte rybołówstwo (65% połowów stanowią krewetki – 1990).
Ważnym źródłem dochodów jest także turystyka (164 tys. osób z zagranicy – 1990).
Waluta obowiązująca to euro (€).
Na terenie Gujany Francuskiej w drugiej dekadzie XXI znajdowało się 12 kąpielisk wyznaczonych zgodnie z przepisami dyrektywy kąpieliskowej. Jedno na jeziorze Lac du Bois Diable, dwa na rzekach, a pozostałe na wybrzeżu oceanu. Warunki klimatyczne pozwalają na ich funkcjonowanie przez cały rok. W 2008 jakość wód w prawie wszystkich z nich była oceniona jako doskonała, podczas gdy w 2018 w większości była słaba. Pogorszenie stanu wiązane jest z masowym pojawieniem się gronorostów.
Sieć komunikacyjna jest słabo rozwinięta. Transport głównie samochodowy i rzeczny. Głównym portem lotniczym jest Port lotniczy Kajenna-Rochambeu, obsługujący połączenia krajowe i zagraniczne, głównie z Francją (Paris-Orly) i Brazylią.
Od 1968 inwestycje związane z francuskim kosmodromem i centrum lotów kosmicznych Kourou-Ariane.

## Demografia
Gujana Francuska to kraj o małym zaludnieniu. Większość ludności koncentruje się na wybrzeżu morskim. Największą grupę ludności stanowią czarnoskórzy i Mulaci (66%). Ponadto biali (12%), Indianie, Chińczycy 12% i inni 10%. Handel zdominowany przez społeczność chińską. Większość ludności wyznaje katolicyzm. Mówi się po francusku i kreolsku. Jest to społeczeństwo stosunkowo młode (31% populacji stanowią dzieci do 14 lat, a 5% ludzie powyżej 65 lat). Wysoki jest przyrost naturalny, osiągający w 2003 roku 2,9%. Średnia długość życia wynosi 72,8 dla mężczyzn i 79,6 dla kobiet.

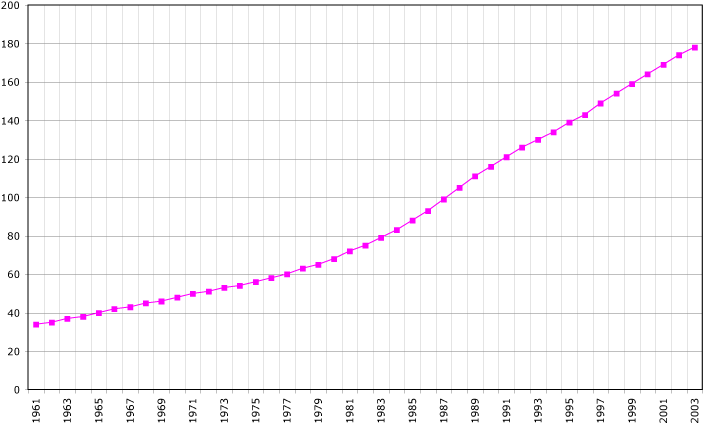
Demografia Gujany Francuskiej w latach 1961–2003

| 2010                     |                                  |
| Liczba ludności          | 231 000                          |
| Ludność według wieku     |                                  |
| 0 – 14 lat               | 31%                              |
| 15 – 64 lat              | 64%                              |
| ponad 64 lata            | 5%                               |
| Przyrost rzeczywisty     | 1,96%                            |
| Współczynnik urodzeń     | 22,44 urodzeń/1000 mieszkańców   |
| Współczynnik zgonów      | 4,76 zgonów/1000 mieszkańców     |
| Współczynnik migracji    | 11,59 migrantów/1000 mieszkańców |
| Ludność według płci      |                                  |
| przy narodzeniu          | 1,05 mężczyzn/kobiet             |
| poniżej 15 lat           | 1,05 mężczyzn/kobiet             |
| 15 – 64 lat              | 1,18 mężczyzn/kobiet             |
| powyżej 64 lat           | 1,2 mężczyzn/kobiet              |
| Umieralność noworodków   |                                  |
| W całej populacji        | 13,99 śmiertelnych/1000 żywych   |
| Oczekiwana długość życia |                                  |
| W całej populacji        | 76,1 lat                         |
| Mężczyzn                 | 72,77 lat                        |
| Kobiet                   | 79,6 lat                         |
| Rozrodczość              | 3,21 urodzeń/kobietę             |

## Religia
Struktura religijna kraju w 2010 roku według Pew Research Center:
- Katolicyzm: 76,9%
  -  Osobny artykuł: Diecezja Kajenna.
- Tradycyjne religie plemienne: 9,1%
- Protestantyzm: 5,9% (gł. zielonoświątkowcy i adwentyści dnia siódmego)
- Brak religii: 3,4%
- Hinduizm: 1,6%
- Inni chrześcijanie: 1,6%  Osobny artykuł: Świadkowie Jehowy w Gujanie Francuskiej.
- Islam: 0,9%
- Inne religie: 0,6%.